# Пловец (рассказ)
«Пловец» (англ. The Swimmer) — рассказ, ставший визитной карточкой американского писателя Джона Чивера.
Впервые опубликован в журнале The New Yorker 18 июля 1964 года и вошёл в изданный в том же году сборник рассказов Чивера «Бригадир и соломенная вдова». «Пловец» имел большой успех и считается одним из наиболее удачных рассказов Чивера.

## Создание
Согласно воспоминаниям дочери Чивера Сьюзен, рассказ возник из черновиков ненаписанного романа (более 150 страниц), который, по замыслу автора, должен был представлять собой вариацию на тему мифа о Нарциссе, заворожённом собственным отражением в воде.

## Сюжет
По сюжету рассказа главный герой, преуспевающий мужчина средних лет по имени Нед Меррилл, прекрасным летним днём решает преодолеть вплавь цепочку бассейнов на участках своих соседей, чтобы таким образом добраться до собственной виллы к любимой семье. Начавшись как занятное приключение, это путешествие сталкивает Меррилла с разными людьми и заставляет заметно усомниться в собственной жизни, а когда маршрут достигает конца — оказывается, что дом пуст и обречён на продажу.

## Отзывы
«Человек не осмеливается впустить в своё сознание трезвую правду жизни, признаться себе, что прежнее благополучие рухнуло и надо перестроиться, заново создавать жизнь», — резюмирует содержание рассказа критик Э. Кузьмина.

## Адаптации
- В 1968 году по рассказу был снят одноимённый фильм с Бертом Ланкастером в главной роли; сюжет короткого рассказа, почти не имеющего диалогов, в сценарии значительно расширен[3].